# Tueur à gages (film, 1998)
Pour les articles homonymes, voir Tueur à gages (homonymie).
Pour plus de détails, voir Fiche technique et Distribution.
Tueur à gages (Киллер, Killer) est un film kazakh réalisé par Darezhan Omirbaev, sorti en 1998.
Il est sélectionné en section Un Certain Regard au Festival de Cannes 1998 où il remporte le Prix Un certain regard.

## Synopsis
Marat, chauffeur, est criblé de dettes à la suite d'un accident. Il est contraint de devenir tueur à gages pour gagner de l'argent.

## Fiche technique
- Titre : Tueur à gages
- Titre original : Киллер (Killer)
- Réalisation : Darezhan Omirbaev
- Scénario : Darezhan Omirbaev et Limara Zjeksembajeva
- Pays d'origine : Kazakhstan
- Format : Couleurs - 35 mm
- Genre : drame
- Durée : 80 minutes
- Dates de sortie :
  -  France : 21 mai 1998 (Festival de Cannes 1998), 6 janvier 1999 (sortie nationale)

## Distribution
- Talgat Assetov : Marat
- Roksana Abouova : Aijan

## Distinctions
- Festival de Cannes 1998  : Prix Un certain regard